# Zuygaghbyur
Zuygaghbyur (in armeno Զույգաղբյուր?) è un comune di 417 abitanti (2001) della provincia di Shirak in Armenia.